# Prosopis abbreviata
Prosopis abbreviata är en ärtväxtart som beskrevs av George Bentham. Prosopis abbreviata ingår i släktet Prosopis och familjen ärtväxter. IUCN kategoriserar arten globalt som sårbar. Inga underarter finns listade i Catalogue of Life.